# Przedświt (1907–1920)
Der Przedświt (Morgenröte) war eine polnische politisch-gesellschaftliche Monatszeitschrift, die von 1907 bis 1920 herausgegeben wurde.
Przedświt wurde zunächst in Warschau, dann in Krakau, Lemberg und anschließend erneut in Warschau herausgegeben und war ein Organ der Polska Partia Socjalistyczna – Frakcja Rewolucyjna sowie seit 1909 der Polska Partia Socjalistyczna. Chefredakteur war unter anderem Mieczysław Niedziałkowski. Sie war die wichtigste Zeitschrift der polnischen sozialistischen Bewegung.